# 假裝上班公司
假裝上班公司是在中华人民共和国興起的特殊服務型態，透過營造模擬辦公環境，協助失業者、自由工作者，或其他希望維持規律作息與工作節奏者，營造出「上班」的情境。使用者透過每日出門「上班」的儀式感，回應社會對穩定就業的期待，亦有助於緩解因失業或經濟壓力帶來的心理負擔，甚至可用以在家人或親友面前掩飾真實就業狀態。此現象反映出中國當前經濟放緩與青年高失業率所帶來的社會與心理壓力，也突顯社會對職涯成就與穩定工作的重視。儘管其名稱中含有「公司」二字，實際營運多為彈性工位或共享辦公形式，並不具備正式公司登記資格。

## 服務內容
「假裝上班公司」的服務內容涵蓋辦公空間、餐飲供應、模擬職場互動、情緒支持服務及其他輔助項目。多數場所設有共享桌位與臨時工位，並配備Wi-Fi、電源插座、照明設備、印表機、空調與飲水設備等基本設施。部分業者進一步提供免費咖啡與零食，並設有獨立隔間或「經理級」座位，供追求隱私或高度沉浸感的顧客選擇。
模擬職場氛圍亦是此類服務的一大特色。部分經營者會安排工作人員扮演「老闆」或「主管」，進行巡視、布置虛構任務，營造上班過程中的壓力與互動情境。使用者可選擇配合完成虛擬任務，或透過拒絕、拍桌等方式釋放情緒，以獲得擬真的職場體驗。此外，有些場所會提供免費拍攝打卡照、開立「在職證明」以填補履歷空窗期，甚至聲稱可協助代繳社會保險，惟此類作法涉及法律爭議與風險。
大多數「假裝上班公司」在營業時間上採取彈性安排，常見的開放時段為上午10時至下午5時，無需打卡並允許顧客自由使用手機。部分服務也包含午餐，菜色通常為「兩葷一素」的便當形式。
在費用方面，根據所處城市與服務內容不同，單日價格約為人民幣30至60元。例如，在河北等地的服務相對低廉，而北京、上海等一線城市的收費則偏高，部分地點提供月租制或免費開放空間。

## 背景
近年來，中國大陸面臨嚴峻的就業挑戰，青年失業問題尤為突出。根據中國國家統計局公布的數據，2023年6月，16至24歲青年的失業率一度高達21.3%。此後，統計方式調整為不包含在校生，載到2024年4月，不含在校生的16至24歲勞動力失業率為15.8%。青年求職困境依然是亟待解決的社會議題。導致高失業率的因素包括經濟增長放緩、內需疲軟、外資撤出與大規模裁員等。
此外，社會對職業成就與收入的高度重視，使失業者承受心理壓力與社會污名。部分人選擇隱瞞真實狀況，以免家人擔憂或避免外界質疑。在此背景下，「假裝上班」服務為失業者與自由工作者提供心理慰藉與生活結構，不僅幫助他們維持作息、緩解焦慮，也可利用時間備考、修習技能、完善履歷或拓展人脈。在就業壓力高漲的氛圍下，中华人民共和国官方亦提出「促進充分且高質量就業」的政策目標，試圖紓解社會不安。

### 社會文化表現
在2024年12月，中国大陆騰訊視頻喜劇綜藝節目《非常敢想隊》推出短劇假裝上班有限公司，以諷刺方式呈現失業者付費「上班」的情境。這部短劇因其對當前社會現象的諷刺和幽默表達，在網路上引起了熱烈討論，甚至在現實中催生了類似的商業模式。
劇中，虛構的「假裝上班有限公司」旨在為失業者提供一個可以「上班」的去處，讓他們能夠瞞過家人，藉此度過空窗期。劇中以諷刺手法描繪「員工」需支付費用，即可使用辦公桌、手機與電腦，並享受由「老闆」定期「巡視」所營造出的摸魚氛圍。此外，老闆還會假裝指派工作，而「員工」可以隨意拒絕，甚至把方案「甩在老闆辦公桌上」，以此體驗「拍桌子」的自由。
這部短劇諷刺地指出，儘管「假裝上班有限公司」提供了一切職場元素，但唯一不提供的就是薪水；相反地，「員工」每天還要支付約30元人民幣給公司，且還包含午餐。劇中設定的上班時間為上午10點至下午5點，且無需打卡。
劇中的管理制度也帶有反諷意味，例如實行「大小週制度」，週末可能需要「無償加班」，而當「員工」質疑為何無償時，劇中則反問「你們啥時候有償了，這不就假公司嗎」。演員張維威在劇中嘲諷地稱這類公司是「一群失業的人在你這過家家」或「你們就是個劇本殺」。
這部短劇以幽默的劇情，反映了中國大陆經濟低迷下人民的無奈，以及失業後不想讓家人擔心的心理壓力。它探討了在中國社會中，工作狀態如何定義個人身份，以及年輕人如何在經濟不確定的時期尋找心理慰藉和結構感。
這個喜劇的概念看似荒誕，但後來類似的「假裝上班公司」竟真的出現，反映出實際的市場需求。

## 使用者族群
「假裝上班公司」的使用者群體涵蓋多種類型，主要包括失業者、自由職業者、創業初期者、全職母親及備考族群其中，部分失業者選擇此類服務，藉由每日外出營造「上班」的形象，以向家人隱瞞失業狀況，並藉此維持規律作息、緩解心理壓力。自由職業者與斜槓工作者則多為尋求一個具備工作氛圍、相對安靜且具成本效益的辦公空間，以避免居家辦公效率不佳或咖啡館等公共場所的干擾。
對於處於創業初期的個人或小型團隊而言，共享空間可降低營運成本，亦可能帶來資源整合與潛在合作的機會。此外，一些全職母親希望透過模擬職場環境重建職涯節奏，或因兼職需求而使用相關空間；備考生則利用這類場所作為安靜的讀書與準備考試的據點，以維持專注與紀律。

### 經營模式
「假裝上班公司」的經營模式多樣，服務據點遍及中國大陆多個主要城市，包括北京、上海、西安、哈爾濱、成都、杭州等地。此類公司本質上不一定以「假裝上班公司」為名註冊，而是借用現有空間資源，結合網路熱詞進行行銷，形成一種兼具社會話題性與靈活營運的商業形態。
部分業者以共享辦公空間為基礎，提供類似傳統辦公室的工作環境，但服務內容更偏重營造職場氛圍，吸引需要「上班感」的使用者。另有律師事務所、自媒體直播公司等單位，將閒置工位短期對外出租，作為彈性收費的空間共享方案。例如，北京雙井地區一間律師事務所即因辦公空間利用率低，開放部分工位作為「假裝上班」服務提供。也有直播公司在出租工位之外，額外提供服裝、攝影等資源，吸引具有內容創作需求的年輕族群。
此外，北京近郊的「本然農場」則將田園空間轉化為開放式辦公場域，允許使用者在戶外場地如農田邊或樹蔭下工作，並不定期提供免費接待，強調身心療癒與轉職沉澱功能。業者表示靈感來自日本經濟轉型期的失業者適應經驗，目的是為都市中壓力沉重的待業者提供思考與過渡的空間。
除上述案例外，部分使用者亦選擇咖啡廳、圖書館、自習室、網咖，甚至私人車輛等作為「假裝上班」的替代場域，顯示該現象已超越單一營運形態，呈現出高度彈性與社會適應性。

## 社會反應與法律爭議
「假裝上班公司」的出現引發廣泛討論。支持者認為，此類服務不僅能協助失業者維持日常作息與社會連結，緩解因失業所生的心理壓力與焦慮，提供結構化的生活節奏與心理慰藉，並為預算有限者提供提供一種相對低廉且具真實工作氛圍的工作空間選擇，適用於求職準備、準備考試、進修學習或遠端工作，並可避免咖啡廳與圖書館等公共場所的噪音干擾。
然而，批評者質疑該模式可能成為逃避現實的途徑，拖延失業者主動尋找新工作的步伐；亦有人認為，即便每日花費僅三十元人民幣，對長期失業者而言仍是一筆負擔。
法律專家趙良善指出，若「假裝上班公司」為使用者提供虛假的在職證明、實習證明，或協助代繳社會保險，則可能構成虛構勞動關係，違反《社會保險法》等相關法規。此類「掛靠」行為一經查實，將導致社保記錄無效，影響當事人醫療、養老等社會保障權益，並可能遭遇行政處罰。此外，部分場所若未經正式登記或涉及非法經營行為，亦存在潛在詐騙風險。另有觀察指出，使用者個人資料亦可能於過程中遭非法蒐集或濫用，增加資訊安全風險。
儘管「假裝上班公司」常被視為網路流行語和流量導向的產物，其背後反映的卻是實質社會需求。不少觀點認為其具有轉型潛力，未來或可發展為青年交流與創業協作的平台，提供更多元的服務，如就業指導、社群互助、技能培訓等資源，為年輕人提供真正的資源共享、協作與學習空間，不僅只是單純的「假裝」；部分經營者也強調，使用者往往在此進行求職準備、自學或自媒體創作，而非僅僅「假裝上班」。
從心理與社會角度觀察，此類空間提供了包括維持個人生活節奏、緩解孤獨與焦慮情緒、提供與其他使用者的交流管道，並有助於建立過渡時期的自我價值與生活目標，對於失業或轉職者具有一定的輔助意義。